# Eleccions municipals de 2011 a Barcelona
Les eleccions municipals de 2011 es van celebrar a Barcelona el diumenge 22 de maig, d'acord amb el Reial Decret de convocatòria de eleccions locals a Espanya disposat el 28 de març de 2011 i publicat al Butlletí Oficial de l'Estat el dia 29 de març. Es van escollir els 41 regidors del ple de l'Ajuntament de Barcelona.

## Resultats
La candidatura de Convergència i Unió encapçalada per Xavier Trias, va obtenir una majoria simple de 14 regidors, per 11 regidors de la candidatura del Partit dels Socialistes de Catalunya-Candidatura de Progrés encapçalada per Jordi Hereu, 9 de la llista del Partit Popular encapçalada per Alberto Fernández Díaz, 5 de la llista del Iniciativa per Catalunya Verds-Esquerra Unida i Alternativa-Entesa encapçalada per Ricard Gomà i 2 de la candidatura d'Unitat per Barcelona-Esquerra Republicana de Catalunya-Reagrupament-Democràcia Catalana-Acord Municipal, encapçalada per Jordi Portabella. Inicialment el recompte va atorgar 15 regidors a CiU; després del recompte. No obstant, el Tribunal Superior de Justícia de Catalunya (TSJC) va resoldre després efectuar-se un nou recompte a requeriment del PP concedir un escó de regidor al PP en detriment de CiU.
| Candidatura                                                     | Candidatura | Vots      | %                     | Regidors              |
| --------------------------------------------------------------- | --- | --------- | --------------------- | --------------------- |
|                                                                 | Convergència i Unió (CiU) | 174.122   | 28,73                 | 14                    |
|                                                                 | Partit dels Socialistes de Catalunya-Progrés Municipal (PSC-PM)                                                                  | 134.193   | 22,14                 | 11                    |
|                                                                 | Partit Popular (PP) | 104.475   | 17,24                 | 9                     |
|                                                                 | Iniciativa per Catalunya Verds-Esquerra Unida i Alternativa-Entesa (ICV-EUiA-E)                                                  | 62.979    | 10,39                 | 5                     |
|                                                                 | Unitat per Barcelona-Esquerra Republicana de Catalunya-Reagrupament-Democràcia Catalana-Acord Municipal (UpB-ERC-Ri.Cat-DCat-AM) | 33.900    | 5,59                  | 2                     |
| Candidatura d'Unitat Popular-Alternativa per Barcelona (CUP-AB) | Candidatura d'Unitat Popular-Alternativa per Barcelona (CUP-AB)                                                                  | 11.833    | 1,95                  | 0                     |
| Ciutadans-Partit de la Ciutadania (C's)                         | Ciutadans-Partit de la Ciutadania (C's)                                                                                          | 11.742    | 1,95                  | 0                     |
| Escons en Blanc-Ciutadans en Blanc (EB-CenB)                    | Escons en Blanc-Ciutadans en Blanc (EB-CenB)                                                                                     | 10.115    | 1,67                  | 0                     |
| Solidaritat Catalana per la Independència (SI)                  | Solidaritat Catalana per la Independència (SI)                                                                                   | 6.823     | 1,13                  | 0                     |
| Els Verds-Grup Verd Europeu (EV-GVE)                            | Els Verds-Grup Verd Europeu (EV-GVE)                                                                                             | 6.128     | 1,01                  | 0                     |
| Pirates de Catalunya (PIRATA.CAT)                               | Pirates de Catalunya (PIRATA.CAT)                                                                                                | 4.675     | 0,77                  | 0                     |
| Partit Antitaurí Contra el Maltractament Animal (PACMA)         | Partit Antitaurí Contra el Maltractament Animal (PACMA)                                                                          | 4.308     | 0,71                  | 0                     |
| Plataforma per Catalunya (PxC)                                  | Plataforma per Catalunya (PxC)                                                                                                   | 3.405     | 0,56                  | 0                     |
| Per un Món més Just (PUM+J)                                     | Per un Món més Just (PUM+J) | 1.593     | 0,26                  | 0                     |
| Unió Progrés i Democràcia (UPyD)                                | Unió Progrés i Democràcia (UPyD)                                                                                                 | 1.463     | 0,24                  | 0                     |
| Partido de los Pensionistas en Acción (PDLPEA)                  | Partido de los Pensionistas en Acción (PDLPEA)                                                                                   | 1.382     | 0,23                  | 0                     |
| La Barcelona dels Barris (LBB)                                  | La Barcelona dels Barris (LBB)                                                                                                   | 1.189     | 0,20                  | 0                     |
| Partit Comunista del Poble de Catalunya (PCPC)                  | Partit Comunista del Poble de Catalunya (PCPC)                                                                                   | 979       | 0,16                  | 0                     |
| Partido Abre Tus Ojos (PATO)                                    | Partido Abre Tus Ojos (PATO) | 954       | 0,16                  | 0                     |
| Partit Republicà d'Esquerra-Izquierda Republicana               | Partit Republicà d'Esquerra-Izquierda Republicana                                                                                | 710       | 0,12                  | 0                     |
| Partit Humanista (PH)                                           | Partit Humanista (PH) | 624       | 0,10                  | 0                     |
| Família i Vida (PFiV)                                           | Família i Vida (PFiV) | 533       | 0,09                  | 0                     |
| Falange Espanyola de les JONS (FE de las JONS)                  | Falange Espanyola de les JONS (FE de las JONS)                                                                                   | 349       | 0,06                  | 0                     |
| Solidaritat i Autogestió Internacionalista (SAIn)               | Solidaritat i Autogestió Internacionalista (SAIn)                                                                                | 246       | 0,04                  | 0                     |
| Unificació Comunista d'Espanya (UCE)                            | Unificació Comunista d'Espanya (UCE)                                                                                             | 219       | 0,04                  | 0                     |
| Vots en blanc                                                   | Vots en blanc | 27.107    | 4,47                  | n/a                   |
| Vots vàlids                                                     | Vots vàlids | 606.046   | 100,00                | 41                    |
| Vots nuls                                                       | Vots nuls | 10.491    | Participació: 52,99 % | Participació: 52,99 % |
| Votants                                                         | Votants | 616.537   | Participació: 52,99 % | Participació: 52,99 % |
| Electors                                                        | Electors | 1.163.594 | Participació: 52,99 % | Participació: 52,99 % |

## Regidors electes
Relació de regidors electes:
| No. | Nom                               | Llista | Llista                 |
| --- | --------------------------------- | ------ | ---------------------- |
| 1   | Xavier Trias i Vidal de Llobatera |        | CiU                    |
| 2   | Jordi Hereu Boher                 |        | PSC-CP                 |
| 3   | Alberto Fernández Díaz            |        | PP                     |
| 4   | Joaquim Forn i Chiariello         |        | CiU                    |
| 5   | Joan Trullen Thomas               |        | PSC-CP                 |
| 6   | Ricard Gomà Carmona               |        | ICV-EUiA-E             |
| 7   | Sònia Recasens i Alsina           |        | CiU                    |
| 8   | Ángeles Esteller Ruedas           |        | PP                     |
| 9   | Jordi Willian Carnes Ayats        |        | PSC-CP                 |
| 10  | Joan Puigdollers i Fargas         |        | CiU                    |
| 11  | Xavier Mulleras Vinzia            |        | PP                     |
| 12  | Teresa Maria Fandos i Payà        |        | CiU                    |
| 13  | Jordi Portabella i Calvete        |        | UpB-ERC-Ri.Cat-DCat-AM |
| 14  | Assumpta Escarp Gibert            |        | PSC-CP                 |
| 15  | Elsa Blasco Riera                 |        | ICV-EUiA-E             |
| 16  | Jaume Ciurana i Llevadot          |        | CiU                    |
| 17  | Rosa Regàs Pagés                  |        | PSC-CP                 |
| 18  | Alberto Villagrasa Gil            |        | PP                     |
| 19  | Gerard Ardanuy i Mata             |        | CiU                    |
| 20  | Sara Jaurrieta Guarner            |        | PSC-CP                 |
| 21  | Antoni Vives i Tomàs              |        | CiU                    |
| 22  | Joaquim Mestre Garrido            |        | ICV-EUiA-E             |
| 23  | Gloria Martín Vivas               |        | PP                     |
| 24  | Mercè Homs i Molist               |        | CiU                    |
| 25  | Jordi Martí i Grau                |        | PSC-CP                 |
| 26  | Eduardo Bolaños Rodríguez         |        | PP                     |
| 27  | Francina Vila i Valls             |        | CiU                    |
| 28  | Joan Laporta i Estruch            |        | UpB-ERC-Ri.Cat-DCat-AM |
| 29  | Carmen Andrés Añón                |        | PSC-CP                 |
| 30  | Raimond Blasi i Navarro           |        | CiU                    |
| 31  | Janet Pilar Sanz Cid              |        | ICV-EUiA-E             |
| 32  | Óscar Ramírez Lara                |        | PP                     |
| 33  | Gabriel Colomé i Garcia           |        | PSC-CP                 |
| 34  | Jordi Martí i Galbis              |        | CiU                    |
| 35  | Immaculada Moraleda i Pérez       |        | PSC-CP                 |
| 36  | Eduard Freixedes i Plans          |        | CiU                    |
| 37  | Belén Pajares Ribas               |        | PP                     |
| 38  | Isabel Ribas Seix                 |        | ICV-EUiA-E             |
| 39  | Irma Rognoni i Viader             |        | CiU                    |
| 40  | Guillem Espriu Avendaño           |        | PSC-CP                 |
| 41  | María Elisa Casanova Doménech     |        | PP                     |